# اندیس آنومالی زورک کوه
آنومالی زورک کوه یک اندیس فلزی است که در حوالی شهر سبزواران استان کرمان قرار دارد و مادهٔ معدنی موجود در آن، طلا است.  